# 多色褶唇麗魚
多色褶唇麗魚，為輻鰭魚綱鱸形目隆頭魚亞目慈鯛科的其中一種，分布於非洲尼羅河上游、艾伯特湖、愛德華湖、維多利亞湖等流域，體長可達8公分，棲息在湖泊、池塘及溪流，屬雜食性，以甲殼類、蠕蟲、藻類、小魚等為食。